# 阿瓦达西高中
阿瓦达西高中（Arvada West High School）是美利堅合眾國科罗拉多州阿瓦達的一所公立中学，於1963年开学，它是阿瓦达的四所高中之一。它隶属于杰斐逊县学区。

## 外部鏈接
- 阿瓦达西高中 （页面存档备份，存于）